# Le Havre villamosvonal-hálózata
Le Havre villamosvonal-hálózata egy villamosvonal-hálózat Franciaország Le Havre városában. A vonalhálózat hossza 13 km, nyomtávolsága 1435 mm, az áramellátást 750 V egyenfeszültségű felsővezeték biztosítja. A két vonalon összesen 23 állomás és megálló található. Üzemeltetője a CTPO (Veolia Transdev).

## Története
A városban korábban már közlekedett villamos, ám megszüntették. A villamos 2012. december 12-indult el ismét a városban.

## Képek

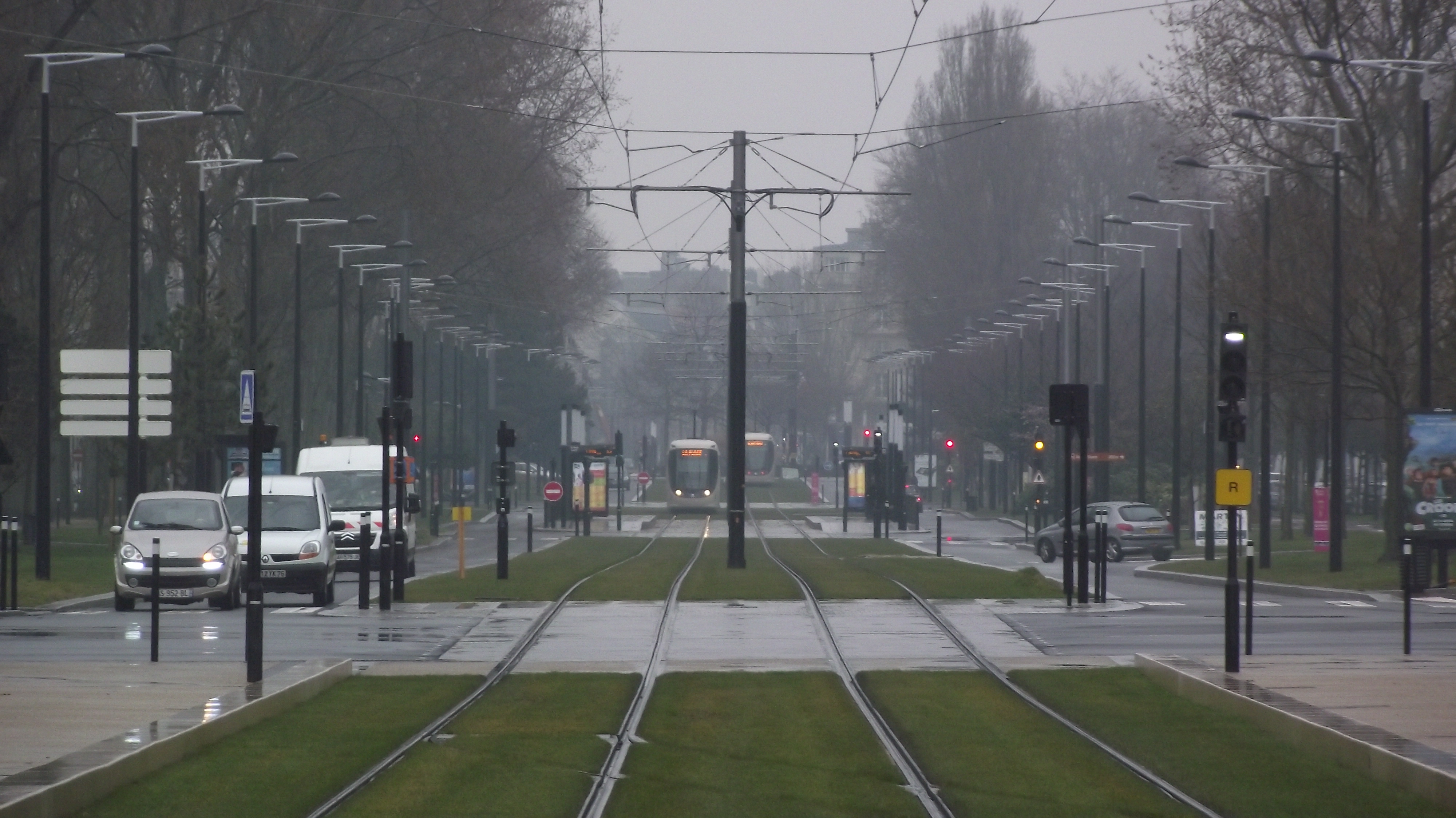
Füvesített villamospálya
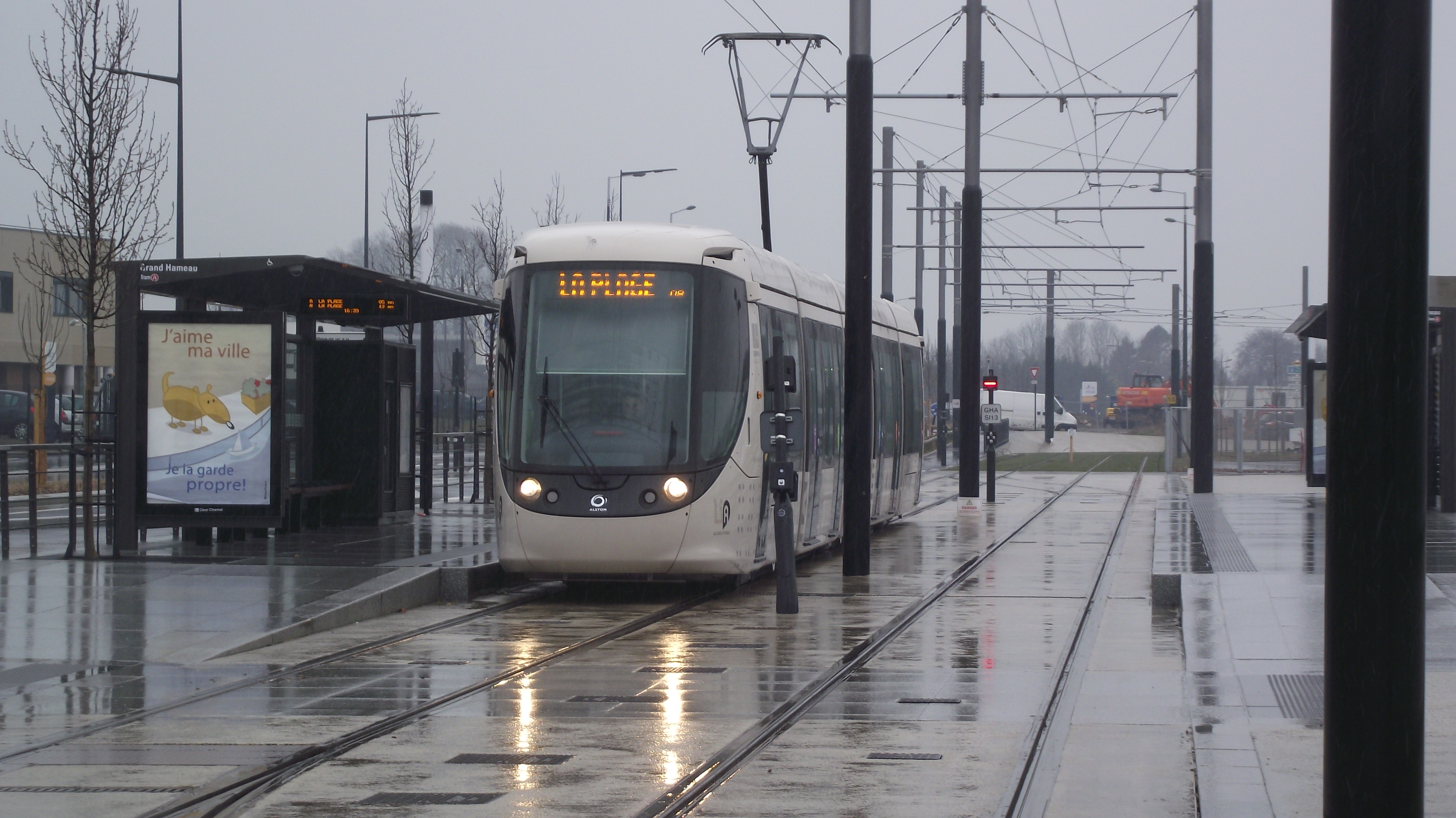
Alstom Citadis 302 sorozatú villamos
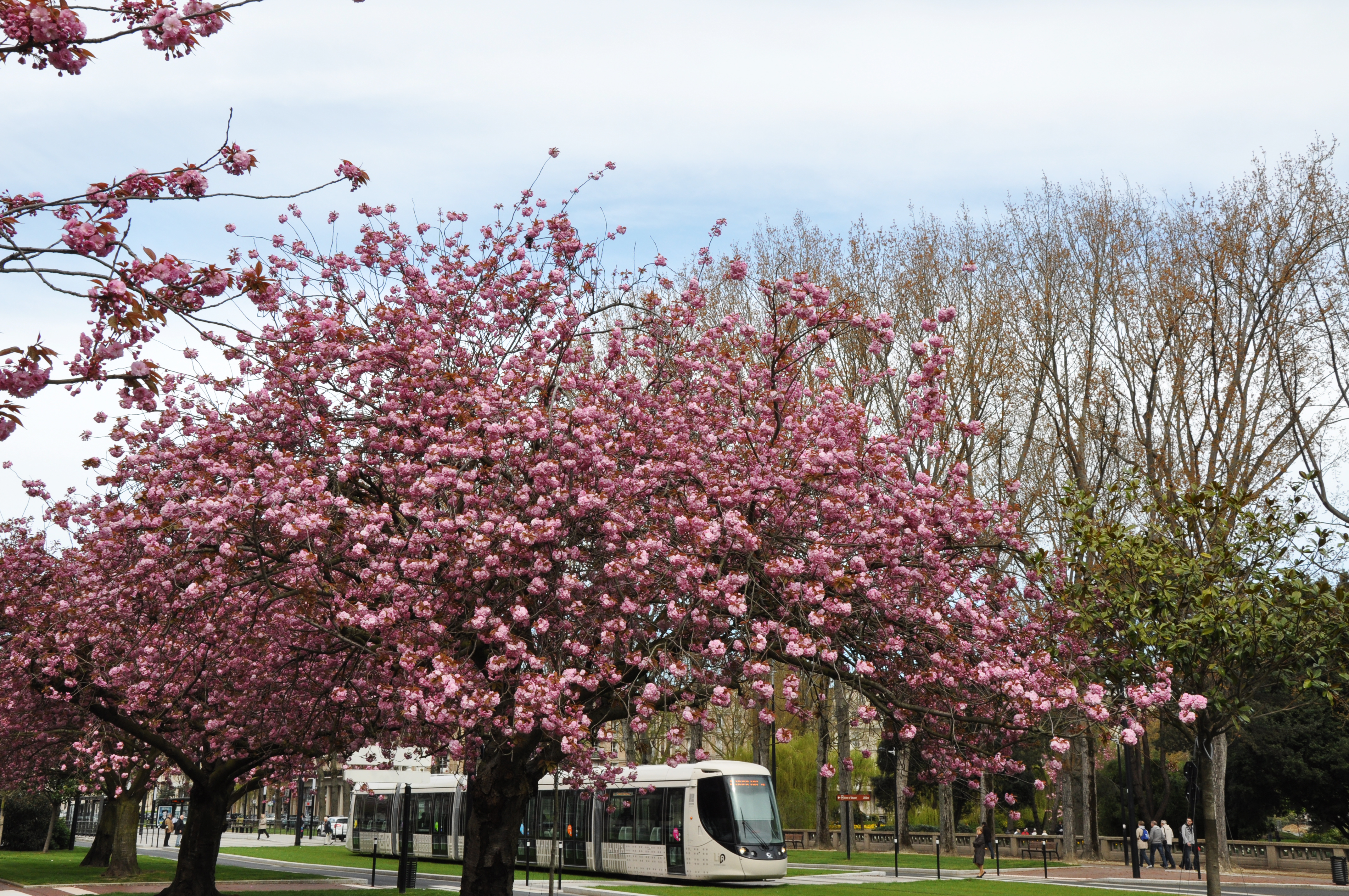
Tavasz Le Havre-ben
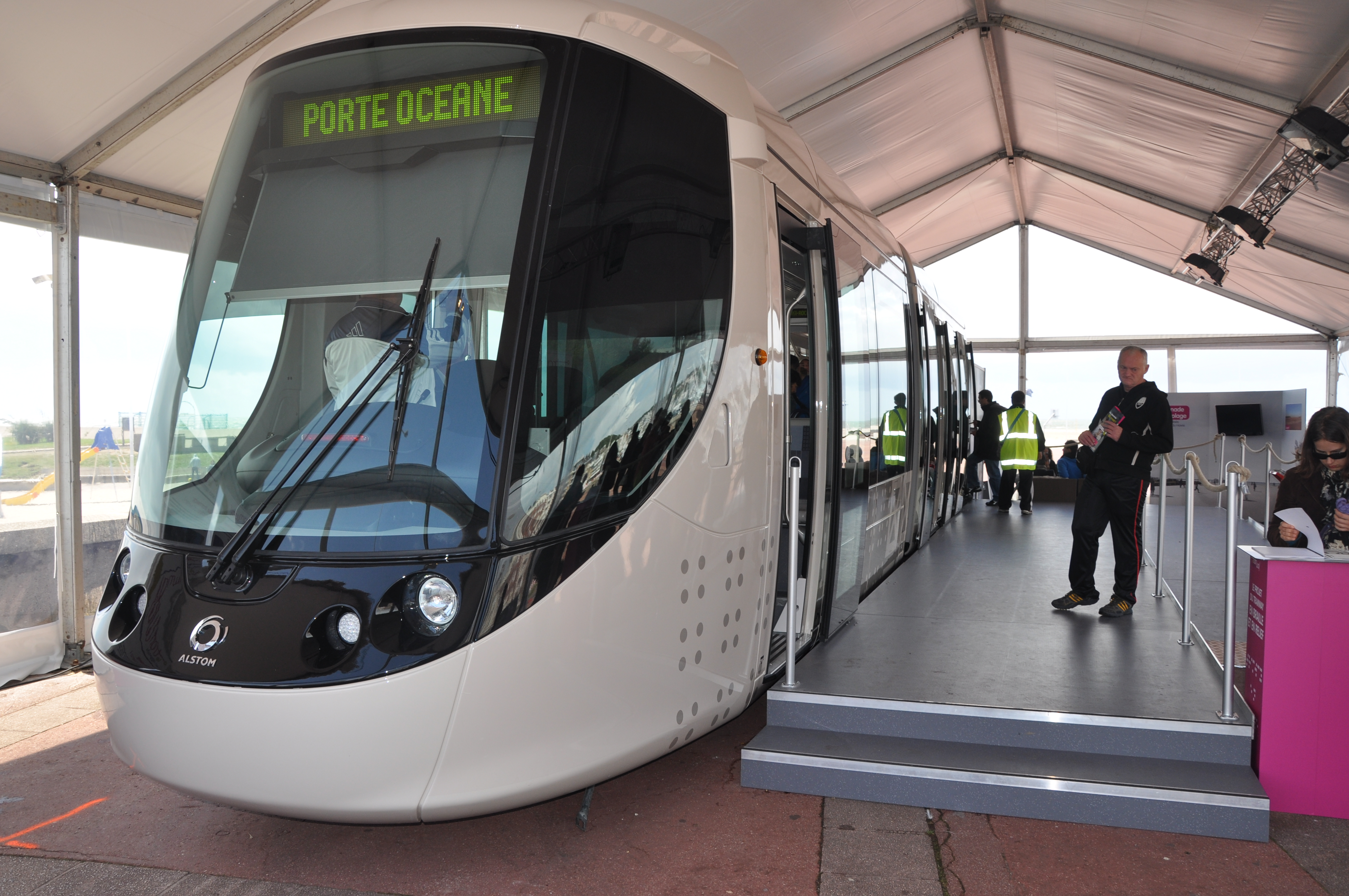
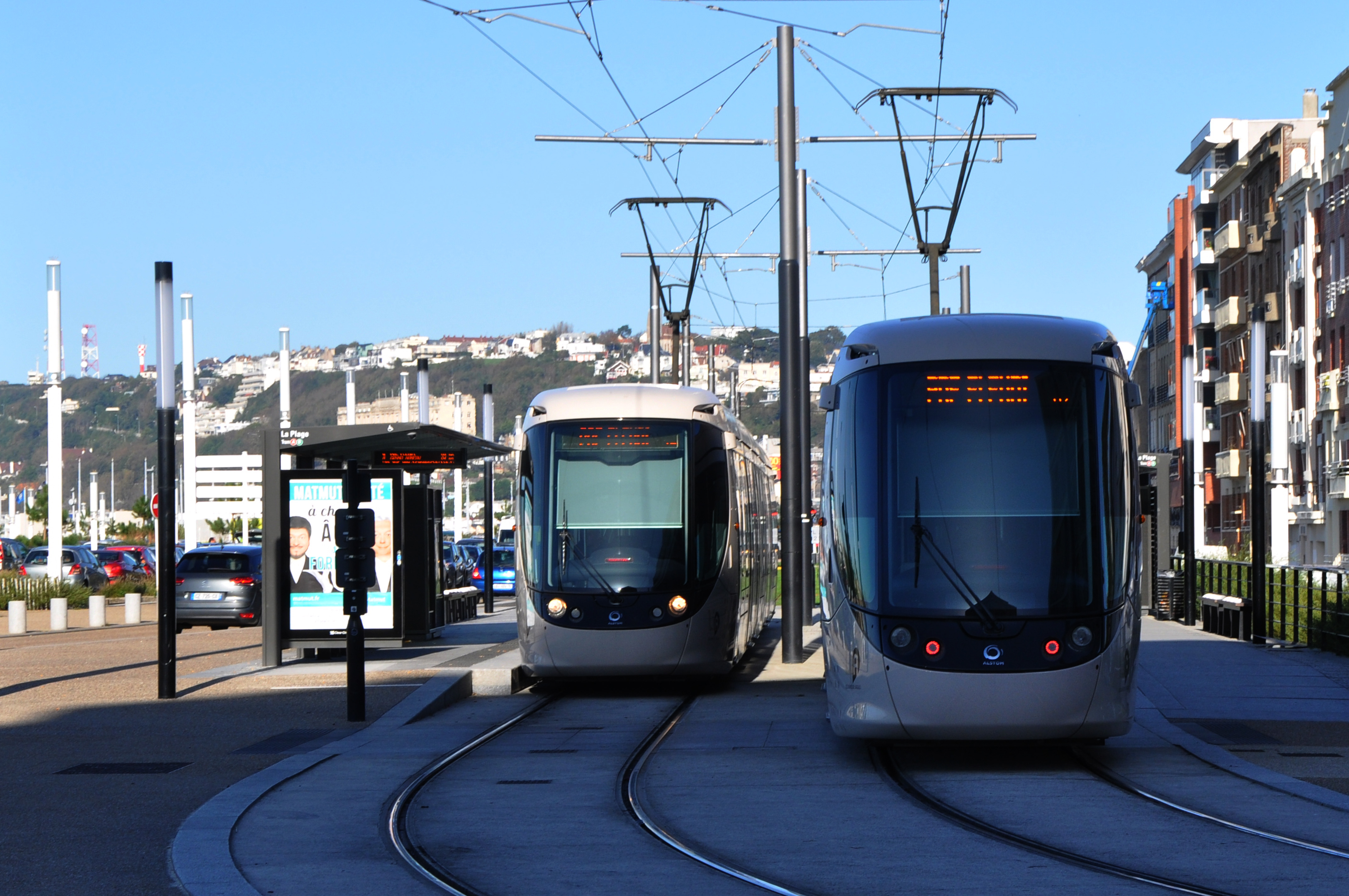
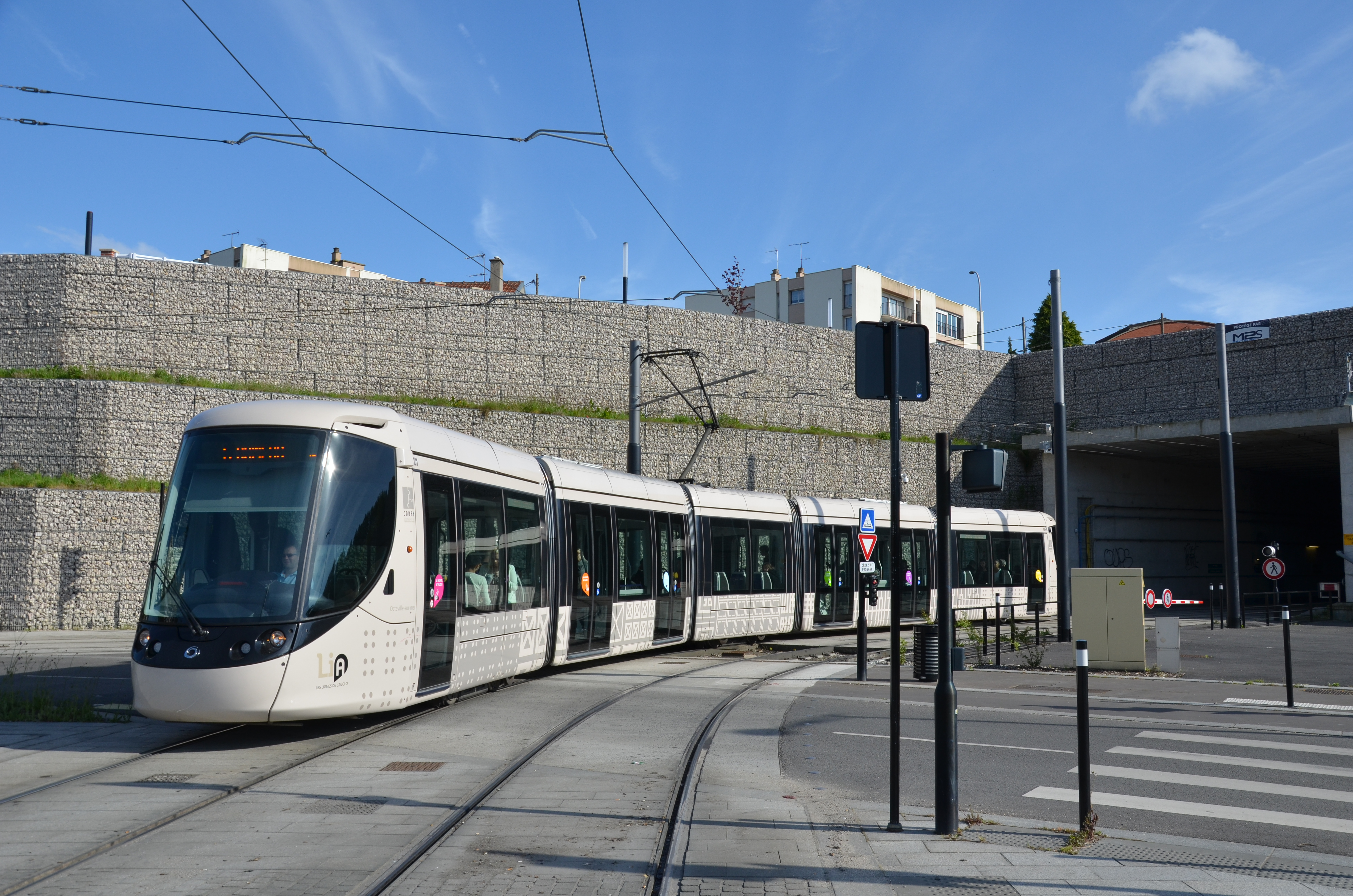
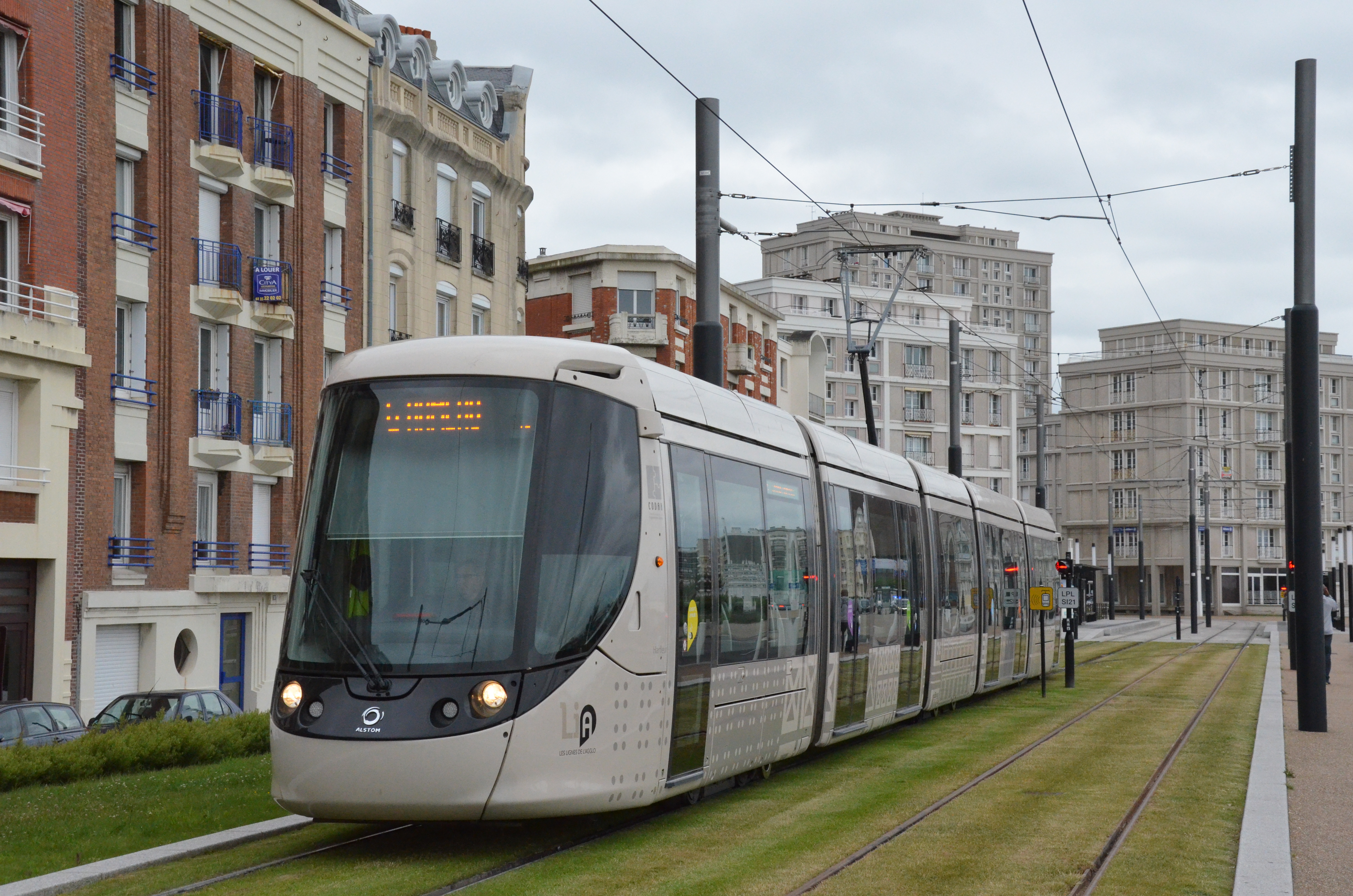

## Kapcsolódó szócikk
- Franciaország villamosvonal-hálózatai